# Йордан Секулички
Йордан Секулички или Секулишки, наречен Малкия, е български революционер, кратовски войвода на Вътрешната македоно-одринска революционна организация.

## Биография
Йордан Секулички е роден в кратовското село Сакулица (или Секулица). Влиза във ВМОРО и дълги години е четник при Йордан Спасов. По-късно е самостоятелен войвода в Кратовско. Според Михаил Думбалаков е убит по времето на Хуриета по заповед на Тодор Александров.